# リベンジ・マッチ
『リベンジ・マッチ』（原題: Grudge Match）は、ピーター・シーガル監督によるスポーツ・コメディ映画である。
本作において、ロバート・デ・ニーロとシルヴェスター・スタローンは最後の勝負のためにリングに上がる老齢のボクサーを演じている。『コップランド』以来の共演となる。なお、2人はボクシング映画の名作で主演を務めたことがある。

## あらすじ
引退したボクサーであるヘンリー・シャープとビリー・マクドネンとの間には30年来の遺恨があった。それは2人が戦うタイトルマッチの前夜にヘンリーが引退してしまったことである。そして今、2人は再戦の機会を得て、遺恨を晴らそうとするが...。

## キャスト
※括弧内は日本語吹き替え
- ビリー・“ザ・キッド”・マクドネン - ロバート・デ・ニーロ（菅生隆之）
- ヘンリー・“レーザー”・シャープ - シルヴェスター・スタローン（ささきいさお）
- ダンテ・スレート・Jr. - ケヴィン・ハート（伊藤健太郎）
- ルイス・“稲妻”・コンロン - アラン・アーキン（坂口芳貞）
- サリー・ローズ - キム・ベイシンガー（高島雅羅）
- B.J. - ジョン・バーンサル（土田大）

## 製作
本作の撮影は2012年後半にルイジアナ州ニューオーリンズで始まり、2013年3月に終了した。また、いくつかのシーンはピッツバーグ・メトロポリタン・エリアで撮影された。

## 公開
本作は2014年1月10日に全米公開を予定していたが、2013年12月25日に前倒しされた。2013年9月12日に予告編が公開された。

## 評価
本作には否定的な意見が寄せられた。映画批評サイトのRotten Tomatoesには69件のレビューがあり、批評家支持率は20％、平均点は10点満点中4.4点となっている。
また、Metacriticには、27件のレビューがあり、平均点は100点満点中37点となっている。
第34回ゴールデンラズベリー賞において、シルヴェスター・スタローンが本作と『大脱出』、『バレット』の3作の演技によって最低主演男優賞にノミネートされたが、『アフター・アース』の主演俳優ジェイデン・スミスに敗れた。